# Bizzarrini Strada
Bizzarrini Strada (также 5300 GT Strada и 5300 GT) — итальянский спортивный автомобиль, производившийся фирмой Bizzarrini S.p.A в 1965—1968 годах.

## Предыстория

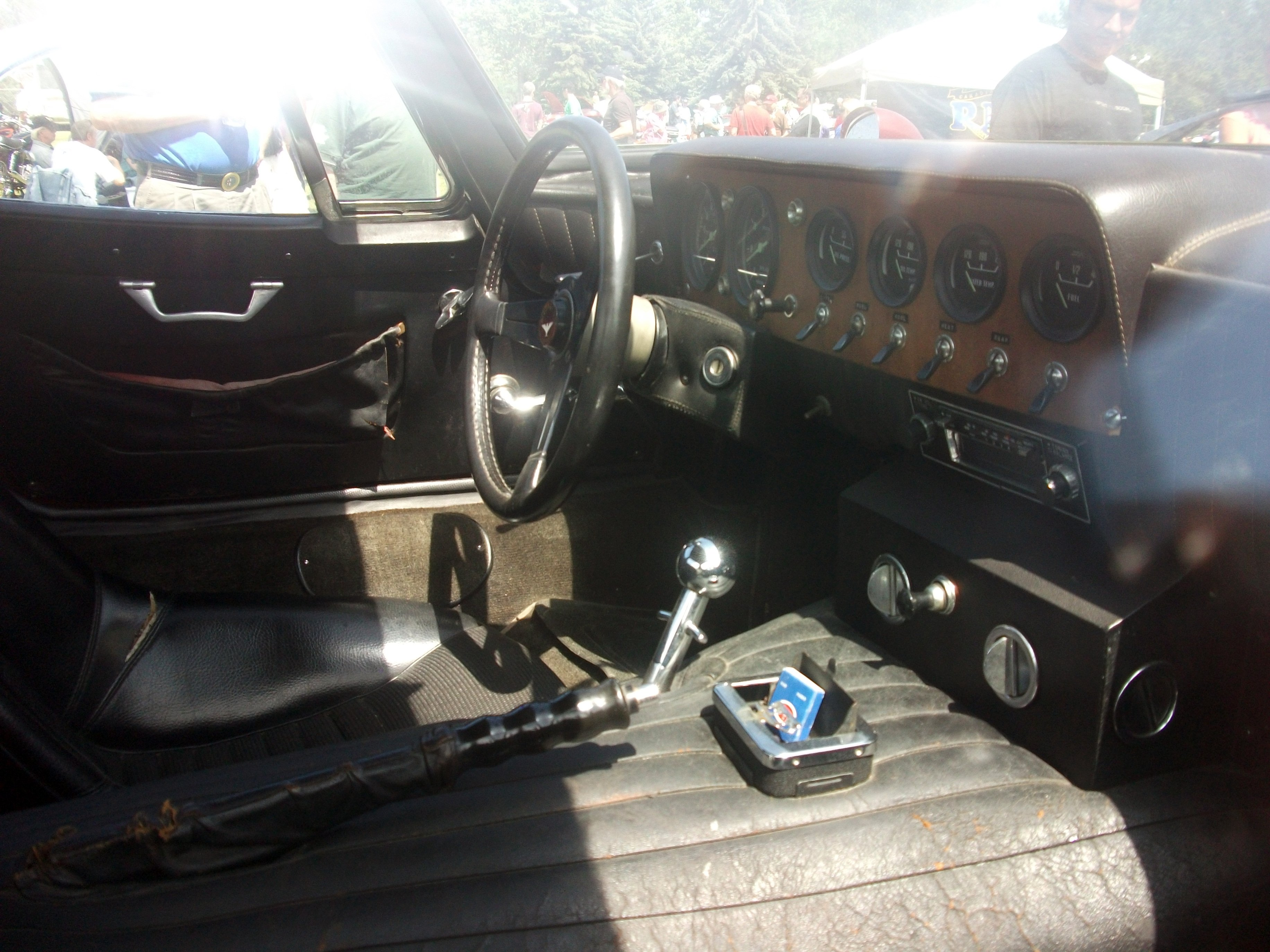
Интерьер

В качестве некоторой компенсации молодому талантливому конструктору Джотто Бидзарини за то, что имя его так и не получило всемирную известность, ему поручили разработать спортивный вариант GT для Iso. Именно он уговорил Ренцо Риволту — директора Iso — в необходимости создания гоночной версии, мотивировав это тем, что имя Феррари после каждого гоночного уик-энда можно встретить на страницах всех мировых газет. Риволта согласился таким образом поднять престиж марки и составил с Бидзарини договор, согласно которому тот становился ответственным за разработку форсированной версии: готовил шасси, отправлял его Бертоне для установки кузова, а потом продавал автомобиль под маркой Iso Grifo A3 Lusso, получая при этом 3 % за каждый экземпляр. Машина в итоге получилась очень удачной.

## Описание
В 1964 году была зарегистрирована фирма Societa Prototipi Bizzarini, и первый её прототип выиграл 24 часа Ле-Мана у Grifo. В этом же году закончился срок договора с Риволтой, и Джотто Бидзарини выкупил право на выпуск облегчённой модели Iso Grifo и стал производить её на своей фабрике под названием Bizzarrini GT Strada. Фактически внутри эта машина осталась прежней: всё тот же форсированный двигатель с карбюратором Weber мощностью 364 л. с., независимая рычажно-пружинная передняя подвеска с гидравлическими амортизаторами, дисковые тормоза с сервоусилителями, 4-ступенчатая МКПП от BorgWarner. Разве что использовалась сварная рама от Iso Rivolta 300.

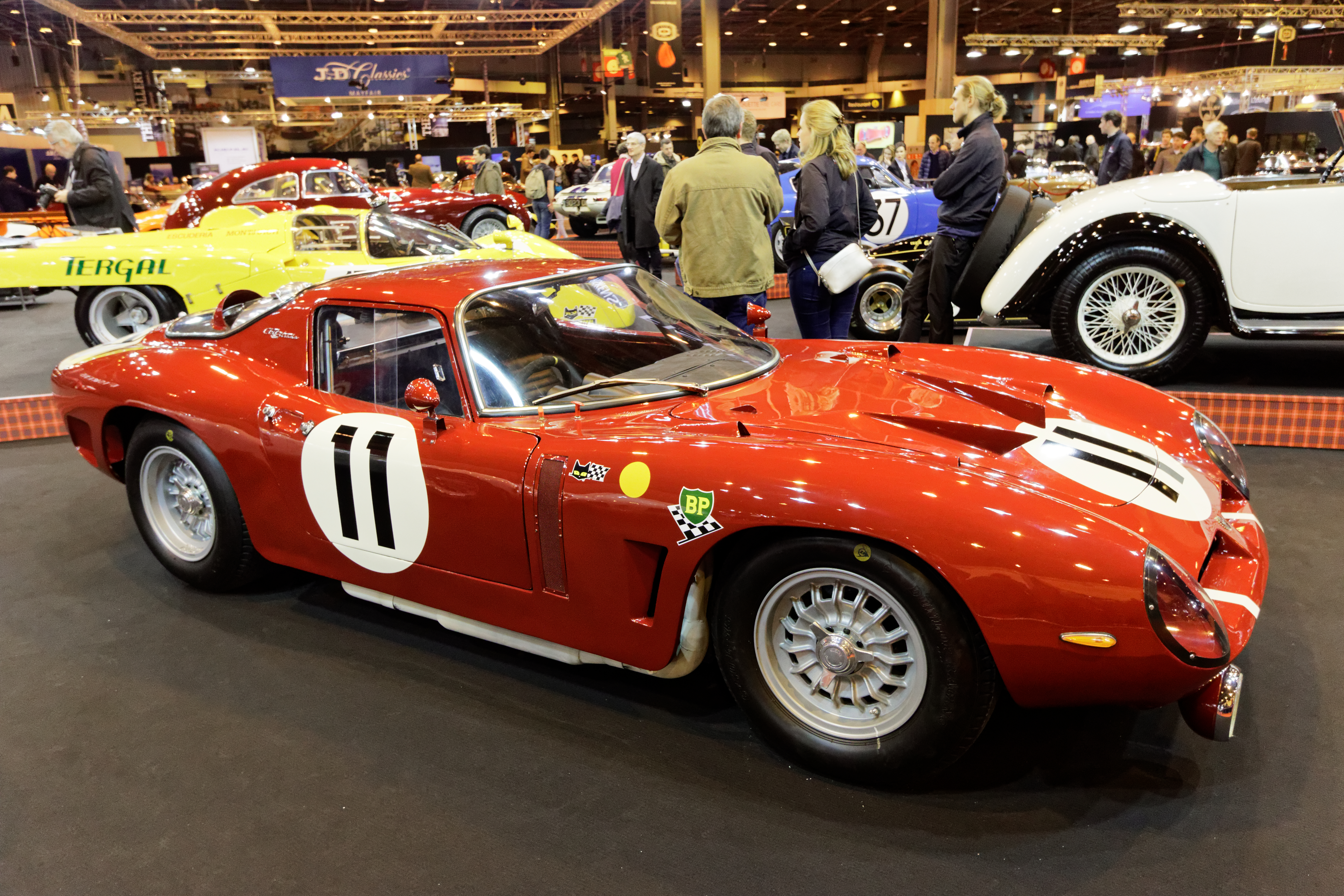
Гоночная версия

В свою очередь, снаружи кузов претерпел значительные изменения: вместо Бертоне над ним работал Джорджетто Джуджаро. Готовые экземпляры были стеклопластиковые или алюминиевые. В версиях, подготовленных для гонок (Corsa), было уменьшено заднее окно и добавлены вентиляционные вырезы в задних стойках крыши; стандартная задняя подвеска типа De Dion с цилиндрическими пружинами и продольными штангами была заменена на независимую; колёсные диски, отлитые из алюминиевого сплава, крепились одной центральной гайкой.
По скорости автомобиль несколько проигрывал Ferrari 250 GTO, но стоил дешевле, что и давало ему некоторые преимущества. Тем не менее конкуренция была слишком высокой (главным соперником Bizzarrini GT Strada стал Chevrolet Corvette), что и стало причиной низких продаж: всего 42 экземпляров за четыре года.